# 萨默斯巴赫
萨默斯巴赫是德国莱茵兰-普法尔茨州的一个市镇。总面积5.19平方公里，总人口191人，其中男性103人，女性88人（2011年12月31日），人口密度37人/平方公里。